# Umpah Umpah
«Umpah Umpah» (кор. 음파음파, трансліт. Умпа умпа, латиніз. Eumpa eumpa, дос. «Звукова Хвиля») — пісня південнокорейського жіночого гурту Red Velvet з їхнього сьомого (загалом дев'ятого) корейського мініальбому The ReVe Festival: Day 2, який є другою частиною трилогії альбомів The ReVe Festival. Пісня, разом із супровідним музичним відео, була випущена 20 серпня 2019 року як головний сингл з Day 2. «Umpah Umpah», написана Чоном Ґанді та аранжована Крістофером Лаурідсеном, Андреасом Обергом і Еллісон Каплан, описується як «швидка танцювальна пісня з диско-хаус-ритмами», з «чудовим і крутим вокалом гурту, який подвоює свіжість». Текст пісні, який включає мотиви плавання, розповідає про людину, яка закохується в очі та чари учасниць, та повторює фразу «umpah umpah» (фраза, яка використовується в Кореї, щоб навчити дітей контролювати дихання під час плавання), наче любовний інтерес дівчат вчиться дихати під час плавання.
Після виходу «Umpah Umpah» отримав позитивні відгуки музичних критиків за яскраве та оптимістичне звучання, але деякі рецензенти вважали його «безпечним» поверненням (англ. comeback) до традиційного звучання гурту. У комерційному плані пісня досягла помірного успіху в Південній Кореї, посівши 18 місце в Gaon Digital Chart, але в американському чарті Billboard World Digital Song Sales вона зайняла дев'яте місце. Також пісня очолила Billboard K-pop Hot 100, ставши другим синглом гурту, який зайняв перше місце в даному чарті.

## Історія та випуск
Після виходу The ReVe Festival: Day 1 19 червня 2019 року кілька шанувальників помітили приховані підказки щодо наступного релізу гурту на квитках, наданих в комплекті поставки альбому, в одному з яких згадувалась фраза «Umpah Umpah». Невдовзі, після п'ятирічного ювілею Red Velvet, на початку серпня 2019 року кількома ЗМІ було повідомлено, що дівчата «швидко повернуться», того ж дня це швидко підтвердив іхній лейбл. 12 серпня гурт випустив трейлер мініальбому The ReVe Festival: Day 2, який включав уривок із тоді невідомої головної пісні, пізніше було підтверджено, що це «Umpah Umpah». Після серії рекламних фото-тизерів кожної учасниці офіційне музичне відео на пісню було опубліковано 20 серпня 2019 року опівночі за корейським стандартним часом (UTC+09:00), за 18 годин до цифрового релізу мініальбому.

## Композиція
Текст пісні «Umpah Umpah» написав Чон Ґанді, а продюсуванням та аранжуванням займалися Андреас Оберг, Крістоффер Лаурідсен та Еллісон Каплан, перший з яких до цього вже працював з Red Velvet над синглом «One of These Nights» (2016) та японським синглом «Sappy» (2019). Пісня створена в тональності соль мажор із темпом 120 ударів на хвилину та є сьомим синглом гурту із «червоною» концепцією та третім із літньою концепцією. В музичному плані твір був описаний як «швидка танцювальна пісня з диско-хаус-ритмами», з «чудовим і крутим» вокалом гурту, який «подвоює свіжість».
У плані тексту учасниці Red Velvet розповідають своєму коханому, який влюбився в очі та чари дівчат, як «нормально дихати», та повторюють фразу «umpah umpah» (фраза, яка використовується в Кореї, щоб навчити дітей контролювати дихання під час плавання), ніби їхнє кохання вчиться дихати під час плавання. Реп-партія в другому куплеті пісні містить відсилання на минулі сингли гурту — «Happiness» (2014), «Ice Cream Cake» (2015), «Dumb Dumb» (2015) та «Red Flavor» (2017).

## Критика
«Umpah Umpah» отримав позитивні відгуки музичних критиків. Кірстен Спруч з журналу Billboard назвала пісню «дивовижною» та похвалила її «вибуховий приспів у поєднанні з блискучими інструментами, заразливими мелодіями та імпровізацією». The Korea Times описала сингл як «яскравий, заряджаючий енергією диско-номер із електричними звуковими ритмами, текст якого заснований на літніх образах, таких як глибокі води та морозиво». Крім того, письменниця Джастін Шаффер з журналу SnackFever описала пісню як «звучання, яке повертає атмосферу досконалості літньої поп-музики». Окрім того, пісня посіла восьме місце в списку найкращих пісень 2019 року за версією Gallup Korea, та 47 місце в рейтингу «100 найкращих азійських поп-пісень року» за версією SBS PopAsia, в останньому «Umpah Umpah» назвали «звуконаслідуванним захопливим треком».
| Публікація   | Список                                       | Місце | Прим.  |
| ------------ | -------------------------------------------- | ----- | ------ |
| Gallup Korea | Список найкращих пісень 2019 року            | 8     | [ 13 ] |
| SBS PopAsia  | 100 найкращих азійських поп-пісень 2019 року | 47    | [ 14 ] |

## Нагороди
«Umpah Umpah» отримала нагороду «Пісня року» на четвертій церемонії вручення премії Asia Artist Awards 26 листопада 2019 року. Також пісня перемогла в шести музичних програмах.
| Рік  | Організація             | Нагорода                  | Результат | Прим.  |
| ---- | ----------------------- | ------------------------- | --------- | ------ |
| 2019 | Asia Artist Awards      | Пісня року                | Перемога  | [ 17 ] |
| 2020 | Gaon Chart Music Awards | Пісня року — серпень 2019 | Номінація | [ 18 ] |

| Програма         | Дата           | Прим.  |
| ---------------- | -------------- | ------ |
| The Show         | 27 серпня 2019 | [ 19 ] |
| Show Champion    | 28 серпня 2019 | [ 20 ] |
| M Countdown      | 29 серпня 2019 | [ 21 ] |
| Music Bank       | 30 серпня 2019 | [ 22 ] |
| Show! Music Core | 31 серпня 2019 | [ 23 ] |
| Inkigayo         | 1 вересня 2019 | [ 24 ] |

## Комерційний успіх
Після виходу «Umpah Umpah» посів перше місце в чотирьох із семи головних корейських чартів у реальному часі — Genie, Bugs, Naver та Soribada — і досяг третього місця на найбільшій корейській музичній платформі Melon. Пісня дебютувала на 18 місці в Gaon Digital Chart, де протрималася протягом двох тижнів. Пізніше вона посіла 185 місце в цьому ж хіт-параді за 2019 рік. Сингл продемонстрував кращий результат у Billboard K-pop Hot 100, дебютувавши на 19, а згодом досягши першого місця, на якому утримувався протягом двох тижнів поспіль. «Umpah Umpah» стала другою піснею гурту, яка очолила даний хіт-парад, після «Power Up» (2018), та сьомим поспіль твором у першій десятці з моменту відновлення чарту в грудні 2017 року. Крім того, пісня дебютувала під номером дев'ять у американському World Digital Song Sales, ставши таким чином 15 твором Red Velvet, який увійшов у першу десятку цього чарту.

## Музичне відео

### Історія

Кадр з музичного відео

12 серпня 2019 року на офіційний YouTube-канал Red Velvet був завантажений перший відео-тизер музичного кліпу під назвою «Road Trip: RVF Day 2 D-7». Згодом було оприлюднено серію рекламних фото-тизерів із зображенням учасниць гурту, а також відео-трейлер, який демонструє переприспів. Останній відео-тизер був опублікований 19 серпня, а кліп на пісню «Umpah Umpah» був випущений наступного дня.

### Сюжет та критика
Дія музичного відео відбувається в мультяшному пляжному будинку, в якому учасниці ховаються від грози. Там вони грають у чарівні настільні ігри та танцюють на дощовому даху. Пісня містить кілька відсилань до попередніх синглів Red Velvet «Dumb Dumb», «Red Flavor», «Ice Cream Cake» та «Happiness». Після виходу музичного відео дописувач Паккі Тан з E! Entertainment Television описав кліп як «веселий, несамовитий, поп-електро-номер, який нагадує сонячні дні на пляжі з купою ваших найкращих друзів», а також похвалив відео за те, що воно «як завжди напрочуд незвичайне та чудове». Пуа Зівей з NME відзначила «наповнений веселощами» характер та «яскраві, приємні елементи» музичного відео. Пізніше, 29 серпня 2019 року, Red Velvet опублікували відео танцювальної практики «Umpah Umpah».

## Живі концерти
Після випуску синглу Red Velvet виступили на кількох південнокорейських музичних програмах, зокрема The Show, Show! Music Core, Music Bank та Inkigayo. 26 листопада 2019 року гурт виконав пісню на щорічній церемонії вручення нагород Asia Artist Awards у національному стадіоні Mỹ Đình у Ханої (В'єтнам).

## Учасники запису
З буклетів The ReVe Festival: Day 2.
Студія
- Записано та зведено в SM LYVIN Studio
- Записано в SM SSAM Studio
- Зведено в SM Blue Cup Studio

Учасники
- Red Velvet (Айрін, Сильґі, Венді, Джой, Єрі) — вокал, бек-вокал
- Чон Ґанді — автор тексту
- Крістофер Лаурідсен — композиція, аранжування
- Андреас Оберг — композиція, аранжування
- Еллісон Каплан — композиція, аранжування
- ButterFly — вокальна режисура, робота з Pro Tools, цифровий монтаж
- Со Міре — бек-вокал
- Хван Сондже — бек-вокал
- Лі Джіхон — звукорежисура, зведення
- Но Мінджі — звукорежисура
- Чон Ийсок — зведення

## Чарти

### Тижневі чарти
| Чарт (2019)                         | Пікова позиція |
| ----------------------------------- | -------------- |
| Південна Корея (Gaon)               | 18             |
| Південна Корея (K-pop Hot 100)      | 1              |
| США World Digital Songs (Billboard) | 9              |

### Місячні чарти
| Чарт (2019)           | Позиція |
| --------------------- | ------- |
| Південна Корея (Gaon) | 34      |

### Річні чарти
| Чарт (2019)           | Позиція |
| --------------------- | ------- |
| Південна Корея (Gaon) | 185     |

## Історія виходу
| Регіон | Дата           | Формат                                    | Лейбл                    | Прим.  |
| ------ | -------------- | ----------------------------------------- | ------------------------ | ------ |
| Різні  | 20 серпня 2019 | Цифрове завантаження потокове мультимедіа | SM Entertainment Dreamus | [ 38 ] |